# Max Neal
Max(imilian) Dalhoff Neal, född den 26 mars 1865 i München, död 1 januari 1941 i München, var en tysk författare, librettist och dramatiker, som främst skrev lantliga komedier och filmmanus som filmatiserats från stumfilmstiden och ännu idag. Från 1892 redaktör för Würzburger Journal, senare chefredaktör för Münchner Zeitung. Han var son till David Dalhoff Neal. 
I Sverige har hans Der müde Theodor från 1913 filmatiserats på svensk av Gustaf Edgren 1931, samtidigt med den svensk-franska samproduktionen Service de nuit, och av Alf Henrikson 1945.